# Grandezza residua
In termodinamica una grandezza residua è definita come la differenza tra i valori di una grandezza termodinamica di un gas in condizioni reali (o attuali) e in condizioni di gas perfetto (mantenendo costanti la pressione, la temperatura, e la composizione).

In altre parole, le grandezze residue esprimono le deviazioni di un gas dall'idealità rappresentata da un gas perfetto.
Indicando con {\displaystyle M} la grandezza del gas reale, {\displaystyle M^{*}} la grandezza del gas perfetto, e {\displaystyle M^{R}} la grandezza residua, sussiste la relazione:
{\displaystyle M^{R}=M-M^{*}}
Le grandezze residue non dipendono dalla natura delle singole molecole, bensì dalle interazioni che intercorrono tra una molecola e l'altra.
Alcune tra le grandezze residue più utilizzate in ambito termodinamico sono il volume residuo, l'entropia residua, l'entalpia residua e l'energia libera di Gibbs residua, definite dalle seguenti relazioni:
{\displaystyle V^{R}=V-V^{*}}
{\displaystyle S^{R}=S-S^{*}}
{\displaystyle H^{R}=H-H^{*}}
{\displaystyle G^{R}=G-G^{*}}
Le grandezze residue non vanno confuse con le grandezze in eccesso, che rappresentano lo scostamento dall'idealità di una miscela.